# Федосеев, Сергей Петрович
Сергей Петрович Федосеев (1905 — 1983) — советский хозяйственный, государственный и политический деятель, Герой Социалистического Труда.

## Биография
Родился в 1905 году в Екатеринбурге. Член КПСС с 1927 года.
С 1923 года — на хозяйственной, общественной и политической работе. В 1923—1972 гг. — инженер-строитель, в дорожном строительстве на Урале, на руководящих должностях в Центральном управлении шоссейных и грунтовых дорог и автомобильного транспорта при СНК СССР, на службе в ГУШОСДОР НКВД СССР, руководитель строительства и восстановления автомобильных дорог в годы Великой Отечественной войны, начальник Управления строительства № 7 ГУШОСДОР МВД СССР, управляющий трестом «Севкавдорстрой» Министерства транспортного строительства СССР.
За проектирование и скоростное строительство автомобильной магистрали Москва — Харьков — Симферополь с применением новых дорожно-мостовых конструкций и методов работы в составе коллектива был удостоен Сталинской премии 2-й степени 1951 года.
Указом Президиума Верховного Совета СССР от 7 мая 1971 года присвоено звание Героя Социалистического Труда с вручением ордена Ленина и золотой медали «Серп и Молот».
Умер в Пятигорске в 1983 году.